# Ocularia albolineata
Ocularia albolineata là một loài bọ cánh cứng trong họ Cerambycidae.